# سوسک‌های گیاه‌خوار
سوسک‌های گیاه‌خوار (نام علمی: Cucujiformia) فروراسته‌ای از سوسک‌های همه‌چیزخوار هستند.
فروراستهٔ سوسک‌های گیاه‌خوار شامل ۶ بالاخانواده است:
- سوسک‌های همه‌چیزخوار کریسوملوئیدا
- رنگارنگ‌واران
- پوسته‌نشین‌واران
- سوسکچه
- سوسک چوب کشتی
- سوسک‌های گیاه‌خوار تنبریونویدئا